# Frank Hiscock
Frank Hiscock, né le 6 septembre 1834 et mort le 18 juin 1914, est un Représentant des États-Unis, et Sénateur de New York.

## Jeunesse
Hiscock naquit le 6 septembre 1834 dans l'État de New York, plus précisément à Pompey, dans le comté dOnondaga. Il sortit diplômé de la Pompey Academy et étudia le droit avec son frère L. Harris Hiscock. Il fut admis au barreau en 1855 et débuta la pratique dans son comté natal. Les deux frères Hiscock furent les fondateurs d'un cabinet dans la ville de Syracuse, aujourd'hui connue sous le nom de Hiscock & Barclay.

## Carrière
En plus de sa pratique du droit, Hiscock s'impliqua également dans la politique, d'abord comme un démocrate anti-esclavage, puis en tant que membre du Parti du sol libre. Hiscock embrassa la cause républicaine, lorsque le parti fut fondé dans les années 1850, et occupa le poste de procureur du district du comté d'Onondaga de 1860 à 1863. Il prit part à la rédaction de la constitution de New York, pour l'édition de 1867, élu afin de pourvoir le poste laissé vacant par la mort de son frère. En 1872 Hiscock soutenu le candidat libéral républicain Horace Greeley pour sa course à la présidence, et, en 1876, il fut délégué à la Republican National Convention.
Il fut élu au quarante-cinquième Congrès des États-Unis ainsi qu'aux quatre Congrès suivants, et y officia du 4 mars 1877 au 4 mars 1887. Ce jour-là signa, non seulement sa démission, mais également la clôture du quarante-neuvième Congrès et le début de son mandat de sénateur. Il fut président du Committee on Appropriations (quarante-septième Congrès).
En janvier, 1887 Hiscock fut élu au Sénat des États-Unis par la législature de l'État de New York, en battant le titulaire Warner Miller et le candidat P. Levi Morton lors des primaires républicaines, puis le démocrate Smith M. Weed lors du vote de la législature. Hiscock fut en fonction du 4 mars 1887 jusqu'au 3 mars 1893, mandat qui lui permettra d'accéder à la présidence des comités de l'organisation, de la conduite, et des dépenses du département exécutif (cinquante et unième et cinquante-deuxième Congrès).
Hiscock fut candidat à une réélection qui n'aboutira pas. Après avoir quitté le Sénat, il retourna à sa pratique du droit dans la ville de Syracuse.

## Mort et enterrement
Il est mort à Syracuse le 18 juin 1914 d'une apoplexie. Il est inhumé au cimetière d'Oakwood.

## Famille
En 1859, Hiscock épouse Cornelia King (1837-1908), avec laquelle il aura deux fils, Albert King Hiscock (1861-1908) et Fidelio King Hiscock (1869-1917). Frank Hiscock et son épouse ont également élevé leur neveu Frank H. Hiscock, à la suite de la mort du père de ce dernier, L. Harris Hiscock.